# Semuc Champey
Semuc Champey is een natuurreservaat in de regio Alta Verapaz in Guatemala. Semuc bestaat vooral uit natuurlijke turkoisegekleurde poelen die boven de rivier Cahabón liggen en tussen steile bergwanden begroeid met bomen. De poelen hebben zich door de eeuwen heen boven op de rivier gevormd en bestaan uit kalksteen. Enkele honderden meters verder stroomt de wilde rivier weer bovengronds. 
Het reservaat ligt ongeveer 12 kilometer ten zuiden van het stadje Lanquín. Het is een geliefd reservaat bij toeristen en wordt vaak vanuit Lanquín of Cobán bezocht. 
In 1999 werd Semuc Champey door de toenmalige Guatemalteekse president Álvaro Arzú erkend als natuurlijk erfgoed.